# Држава мртвих
Држава мртвих је српски филм снимљен 2002. Режирао га је до своје смрти Живојин Павловић, а коначну верзију филма је режирао Динко Туцаковић. Сценарио су заједно писали Синиша Ковачевић и Живојин Павловић према мотивима Ковачевићеве драме Јанез.